# Falkenstein, Bayern
Falkenstein är en kommun och ort i Landkreis Cham i Regierungsbezirk Oberpfalz i förbundslandet Bayern i Tyskland.
Köpingen ingår i kommunalförbundet Falkenstein tillsammans med kommunerna Michelsneukirchen och Rettenbach.